# Josep Maria Pascual i Soler
Josep Maria Pascual i Soler (Arenys de Mar, 1843 - Londres, 1928) fou un periodista i crític musical català.
Conegut com en Pasqualet, Josep Pasqual era crític d'art del diari La Vanguardia, especialitzat en funcions d'òpera del Gran Teatre del Liceu. Els seus articles - i crítiques - sobre música eren els més llegits. A més, cal atribuir-li el descobriment de Conxita Supervia, una de les mezzosopranos més famoses de Catalunya, que actuà al Liceu, al Palau de la Música Catalana i altres principals teatres d'òpera del món.
Josep Pasqual escrigué també a La Renaixença, on publicà un article molt crític amb el nou rector (aleshores Mn. Josep Rigau) de la parròquia de Santa Maria d'Arenys. Visqué els darrers anys de la seva vida a Londres. Morí als 80 anys.
Molt vinculat als cercles republicans de l'època, esdevingué crític musical de la Gaceta de Cataluña i de La Publicidad, on intentà conciliar la tradició de l'òpera italiana, de la qual fou un gran entès i defensor, amb l'arribada dels nous corrents wagnerians. Estigué molt relacionat amb el Liceu de Barcelona, gestionà l'estrena del Falstaff i intervingué activament per aconseguir actuacions d'intèrprets famosos a Barcelona. Ramon Casas li va dedicar un retrat, avui conservat al MNAC.